# Omar Anguita Pérez
Omar Anguita Pérez (Madrid, 3 de novembre de 1990) és un polític espanyol del Partit Socialista Obrer Espanyol (PSOE).
Nascut el 3 de novembre de 1990 a Madrid, fill d'un camioner i d'una modista (Carmen Pérez, que després seria portaveu del PSOE a l'Ajuntament de Rivas), va residir quan era nen al madrileny barri de Santa Eugenia, traslladant-te amb 9 anys junt amb la seva família a Rivas-Vaciamadrid; amb 14 anys es va afiliar a les Joventuts Socialistes de Madrid (JSM). És cosí d'Ignacio de Benito, regidor de l'Ajuntament de Madrid.
Va estudiar turisme a la Universitat Rei Joan Carles (URJC), encara que no va arribar a acabar la carrera, passant a treballar en ocupacions precàries de hoste de Vueling, cambrer, professor de classes particulars, ajudant de seguretat, traductor i cap de trànsit d'una empresa de transport. Ha pres cursos amb l'objectiu de titular com a pilot d'aviació.
Anguita, obertament republicà —considera la República com un objectiu irrenunciable— i partidari de Susana Díaz en les primàries del PSOE de 2017, va ser elegit secretari general de les Joventuts Socialistes d'Espanya (JSE) al juny d'aquest any, i va entrar a formar llavors part de la Comissió Executiva Federal del PSOE.
Va prendre possessió com a diputat al Congrés dels Diputats el 4 de febrer de 2020, en substitució de Dolores Delgado, nomenada fiscal general de l'Estat.